# 真田信尹
真田 信尹（さなだ のぶただ）は、戦国時代から江戸時代前期にかけての武将。真田幸綱（幸隆）の四男。後に松代藩となる大名・真田家とは別に分家である旗本真田家を興した。真田昌幸の実弟である。

## 生涯
武田家家臣・真田幸綱（幸隆）の四男として誕生。幼名は源次郎。同母兄に信綱、昌輝、昌幸がいる。
昌幸と同じく幼年期から人質として甲府に出仕した。主君の武田信玄の命により甲斐の旧族である加津野昌世の養子となり、名門・加津野氏（和野、鹿角）の名跡を継ぐ。隠岐守の官途を自称し、武田勝頼に近侍して槍奉行を務め、加津野市右衛門尉信昌と称した。武田家では騎馬15、足軽10を率いる槍奉行としての地位にあったと『甲陽軍鑑』の「信玄代惣人数書上」にはある。
元亀2年（1571年）1月、武田信玄が北条綱成の守る駿河深沢城を陥落させているが、これは信昌（信尹）の武功によるところが大きかったと伝えられ、この際に綱成の「黄八幡」の旗指物を奪い取ったという。昌幸と同じように武田家の竜朱印状の奉者を勤め、天正7年（1579年）6月25日付で二宮神主宛の居屋敷諸役免許状を出しており、武田家の家臣団の一翼を構成していた。
天正10年（1582年）3月の織田信長による武田征伐での武田家滅亡後に真田姓に復姓し、諱を「信尹」と改名する。
当初は上杉氏に属し牧之島城に配属されていたが、同年7月に北条氏直が信濃川中島に進軍してくると北条方に鞍替えした兄・昌幸と通じて牧之島城に北条軍を手引きするよう画策したが、調略を拒否した山田右近尉により追放された。その後同年9月、昌幸が北条家から徳川家に乗り換える際には間を取り持ち、そのまま徳川家康に仕えた。徳川家では5000石を与えられ、後に1万石に加増されるが「それだけの働きをしていない」として浪人する。一説に小田原征伐で武蔵江戸城の無血開城で功績を立てたにもかかわらず、家康からの恩賞に不満を覚えて家康の下を離れたとされている。
その後、池田輝政を介して会津の蒲生氏郷に5000石で仕える。蒲生氏には同じ武田遺臣の曽根昌世も仕官し、信尹は曽根とともに天正19年（1591年）の九戸政実の乱平定戦にも参加している。文禄4年（1595年）に氏郷が死去して蒲生騒動が起こったため、慶長3年（1598年）に再び徳川家康に甲斐で4000石を与えられて帰参した。
慶長5年（1600年）の関ヶ原の戦い、慶長19年（1614年）の大坂の陣で御使番・軍使として功績を挙げ、それにより1200石を加増されて5200石になる。
その後は幕臣として徳川家に仕え、寛永9年（1632年）5月4日に病死。享年86。墓所は山梨県北杜市長坂町長坂上条の龍岸寺。
子の真田幸政以降、子孫は代々旗本として幕府に仕えた。子孫は4つの系統に分かれ、その内の2家が明治維新まで存続した。

## 人物
武田滅亡後は真田本家とは別行動を取っていたが、上記の徳川・真田の橋渡し役以外でも絶えず昌幸の下に情報を送り続けたとされ、真田本家が生き残るための助力を分家として惜しまなかったと伝えられる。
大坂の陣では、家康が信尹に命じて「信濃国10万石を知行する」と言って豊臣側についた真田信繁を誘ったが一蹴された、という逸話がある（信尹ではなく真田信之という説や、石高も信濃40万石という説もある）。また、信繁の首の確認を行ったのは信尹であるとする話が伝わる（『秦政録』）が、信繁であるかどうかよく分からないと言い張ったとする文献（『武徳編年集成』『幸村君伝記』）もある。
また、大坂の陣の際には、老眼であったとする話が残っている（『難波戦記』）。

## 登場する作品
- 『真田丸』（2016年、NHK大河ドラマ、演：栗原英雄）